# La Roche-des-Arnauds
La Roche-des-Arnauds ist eine französische Gemeinde im Département Hautes-Alpes in der Region Provence-Alpes-Côte d’Azur. Sie gehört zum Kanton Veynes im Arrondissement Gap.

## Geografie
Der Wildwasserfluss Petit Buëch kommt von Rabou, folgt im Südwesten der Grenze zu Manteyer und fließt dann nach Montmaur. Ein rechter Nebenfluss ist der Béal de Pré le Bayle, der in La Roche-des-Arnauds einen Stausee durchfließt. An der nordöstlichen Gemeindegrenze verläuft der Fluss Rousine, der hier noch Torrent de la Selle genannt wird.
Die angrenzenden Gemeinden sind
- Dévoluy mit Saint-Étienne-en-Dévoluy im Norden,
- Rabou und Gap im Osten,
- La Freissinouse im Südosten,
- Manteyer im Süden,
- Montmaur im Westen.

## Bevölkerungsentwicklung
| Jahr      | 1962 | 1968 | 1975 | 1982 | 1990 | 1999 | 2008 | 2012 |
| --------- | ---- | ---- | ---- | ---- | ---- | ---- | ---- | ---- |
| Einwohner | 670  | 607  | 678  | 763  | 845  | 953  | 1347 | 1449 |

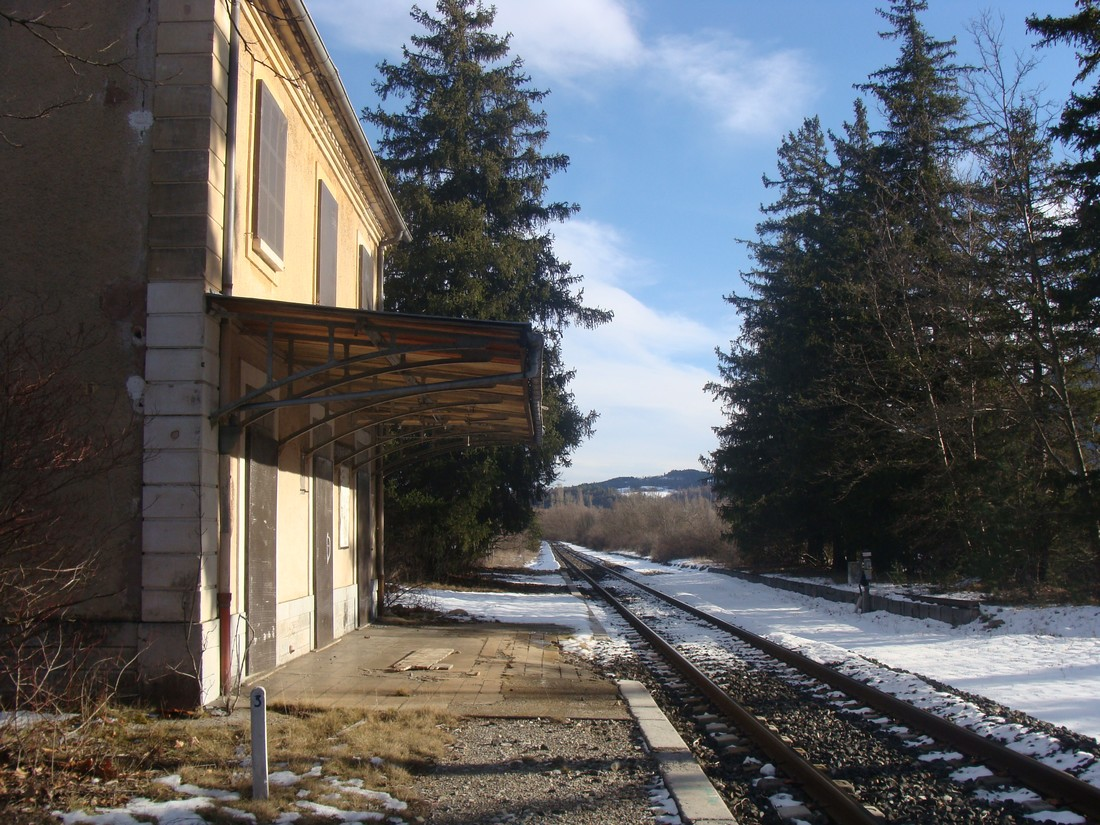
Bahnhof La Roche-des-Arnauds
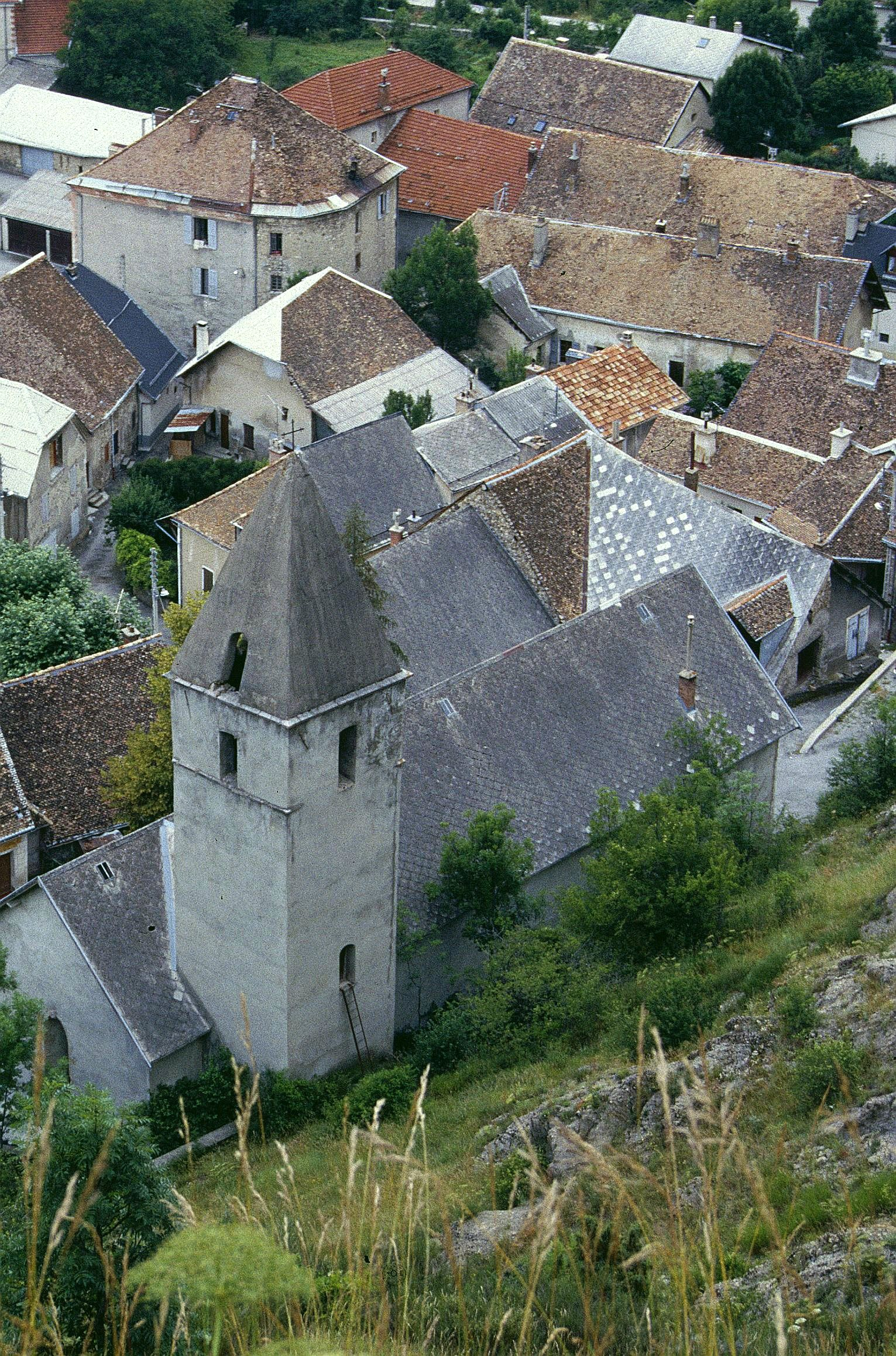
Kirche Saint-Pierre